# Giuseppe Antonio Bernabei
Giuseppe Antonio Bernabei (Rome, 1649 - München, 9 maart 1732) was een Italiaans barokcomponist en dirigent. 

## Biografie
Bernabei was een zoon van Ercole Bernabei. Van 1677 tot 1688 was hij vicekapelmeester. In 1688 volgde hij zijn vader op als kapelmeester in München, de stad waar hij tot aan zijn dood bleef. Na zijn dood werd Bernabei opgevolgd door de één jaar jongere Pietro Torri die vervolgens kapelmeester was tot 1737. Bernabei was leraar van Francesco Maria Veracini. Vijftien van zijn opera's zijn geheel of gedeeltelijk bewaard gebleven. Verder schreef hij veel kerkmuziek in de traditionele stijl.

## Werken
- Stage Works Alvilda in Abo (première 10 februari 1678 in München)
- Enea in Italia (première 26 juli 1678 in München)
- Ascanio in Alba (première 19 februari 1686 in München)
- La gloria festeggiante (première 18 januari 1688 in München)
- Diana amante (première 26 februari 1688 in München)
- Il Trionfo d'Imeneo (première 22 november 1688 in München)
- Il segretto d'amore in petto del savio (première 7 februari 1690 in München)

- Biblioteca Nacional de España: XX1767726
- Bibliothèque nationale de France: cb147846900 (data)
- Gemeinsame Normdatei: 115732608
- International Standard Name Identifier: 0000 0000 8352 730X
- Library of Congress Control Number: n81036063
- MusicBrainz: 5ed8cc8b-f3a9-4405-abc3-58a24154e87f
- Nationale Bibliotheek van Tsjechië: mzk2012687400
- Nationale Bibliotheek van Israël: 987007274198005171
- Nederlandse Thesaurus van Auteursnamen: 091402794
- Système universitaire de documentation: 079962610
- Virtual International Authority File: 89179154
- WorldCat: E39PBJwX8wT73vGR6pM9RXXfMP